# قلعه دختر (درونه)
قلعه دختر درونه مربوط به سدهٔ ۶ تا ۹ هجری قمری است و در شهرستان بردسکن، بخش انابد، دهستان درونه، ۷ کیلومتری شمال غرب روستای درونه و در ۳ کیلومتری شرق روستای برق بالا بر فراز قله کوه زرد قرار گرفته است. این اثر در تاریخ ۲۴ آبان ۱۳۸۵ با شمارهٔ ثبت ۱۶۳۳۴ به‌عنوان یکی از آثار ملی ایران به ثبت رسیده است.

## کاربری و مشخصات اثر
این قلعه یکی از قلاع منتسب به فرقه اسماعیلیه می‌باشد که وجود سفال‌های سده‌های ۶ تا ۹ هجری قمری بر سطح این قلعه این نظریه را تأیید می‌نماید.
ابعاد کلی قلعه دختر درونه ۷۵ در ۴۰ مترمربع می‌باشد، شکل کلی قلعه شش ضلعی نامنظم است که ضلع جنوبی آن بسیار بزرگتر از سایر اضلاع می‌باشد. این قلعه در ۵ سطح مختلف ساخته شده است، سطح اول شامل یک فضای مستطیل شکل در پشت دیوار شمالی قلعه و در داخل قلعه می‌باشد که به صورت زیرزمین و چند متر پایین‌تر از برج‌ها و دیوارهای قلعه می‌باشد. ۶ برج در ۶ گوشه این شش ضلعی نامنتظم وجود دارد، قطر بیرونی برج‌ها حدود ۷ متر می‌باشد فقط یک برج که در جانب غربی قلعه قرار گرفته است از بقیه برج‌ها کوچکتر است و قطر آن ۵ متر می‌باشد. ارتفاع حصار قلعه در بلندترین قسمت به ۱۰ متر می‌رسد.

## نگارخانه

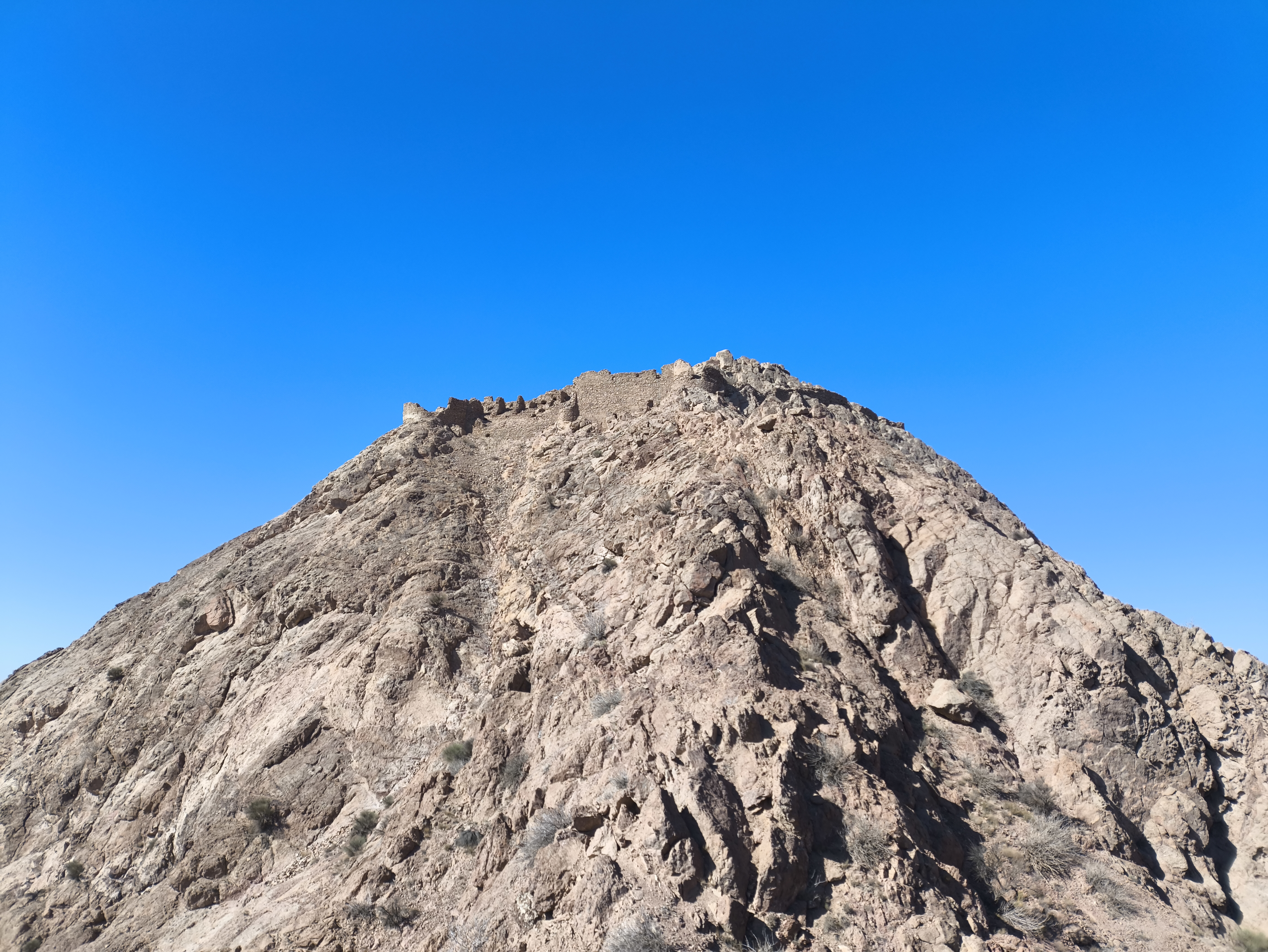
نمایی از قلعه دختر
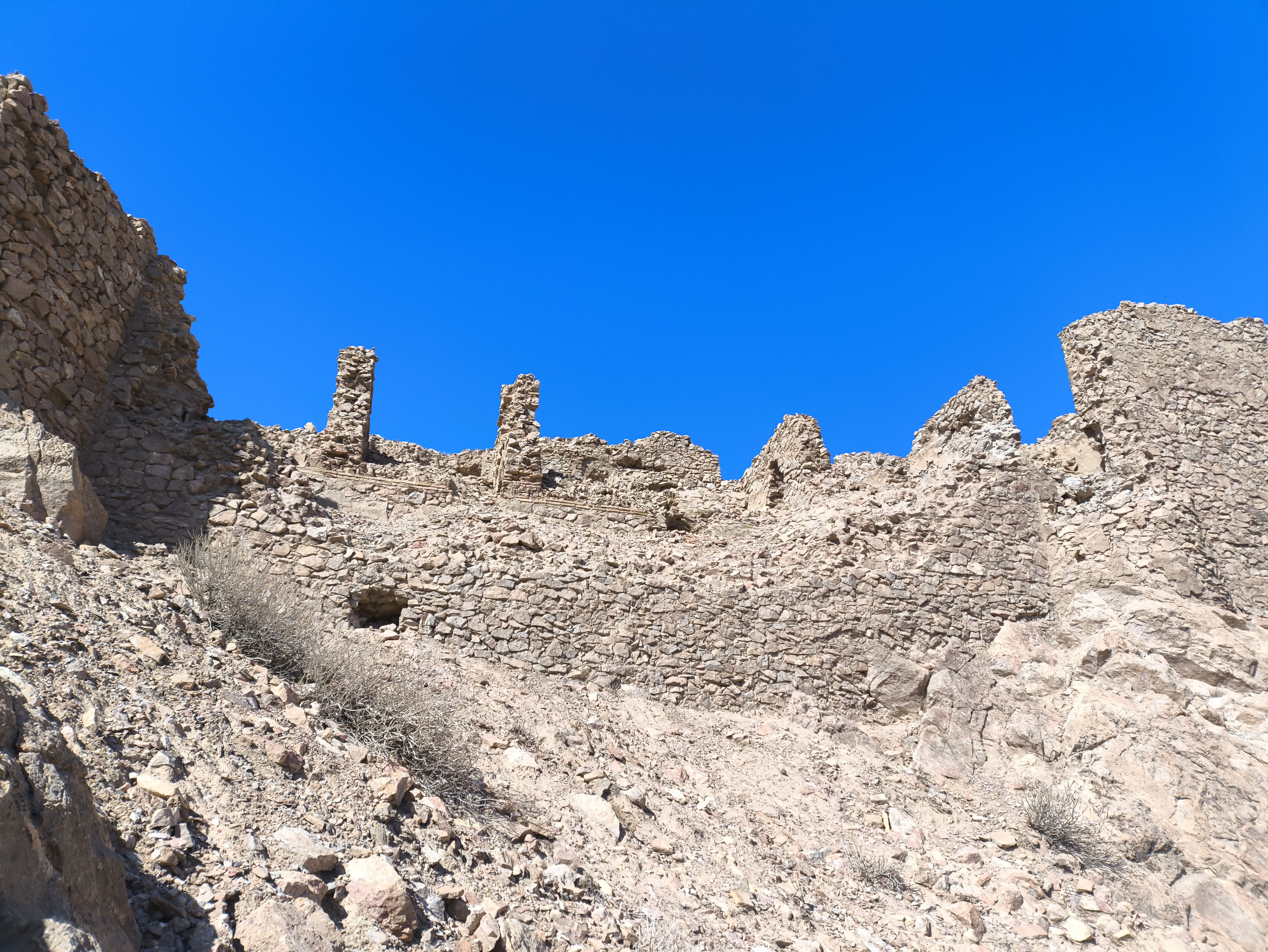
نمایی از قلعه دختر
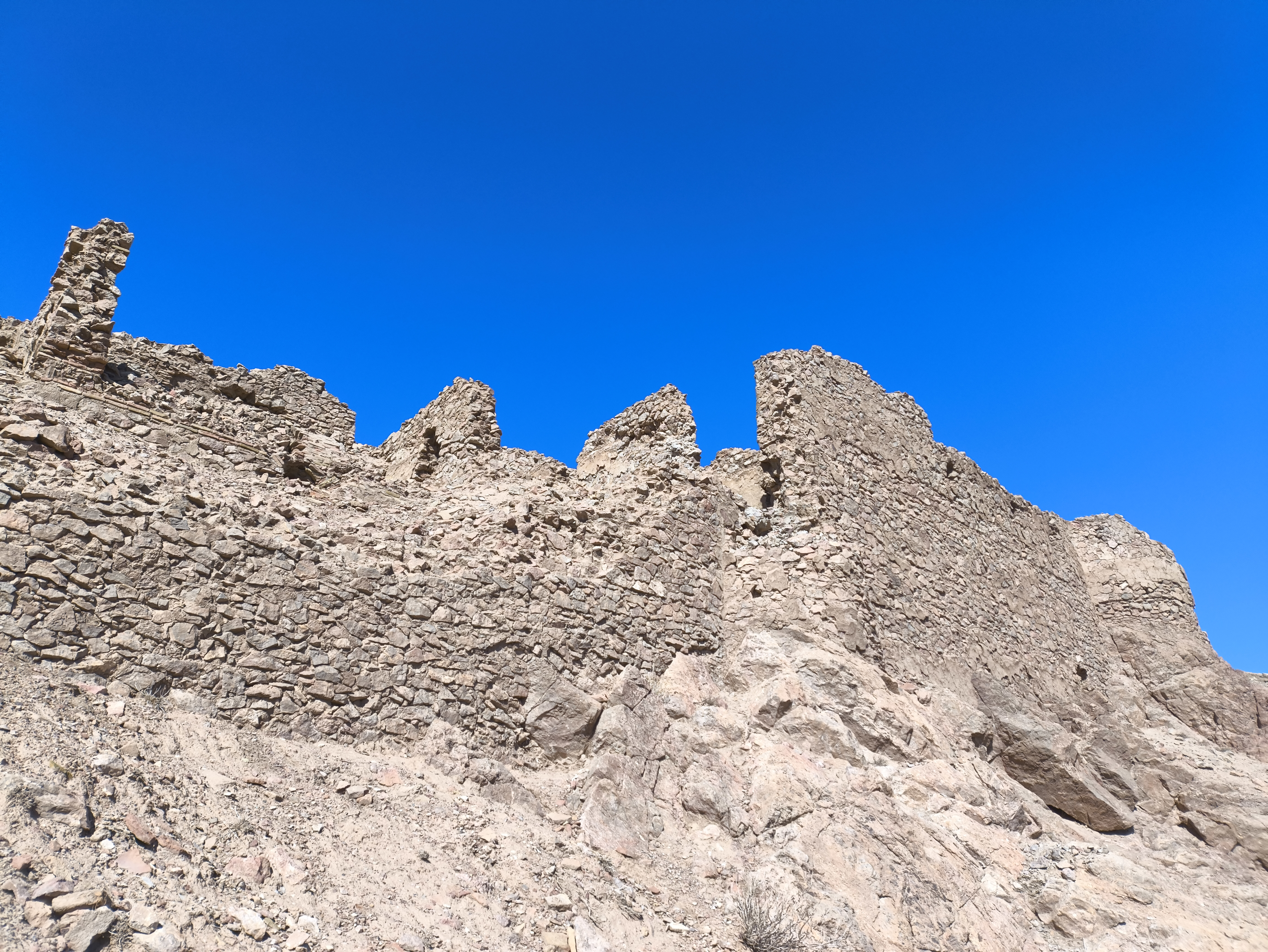
نمایی از قلعه دختر
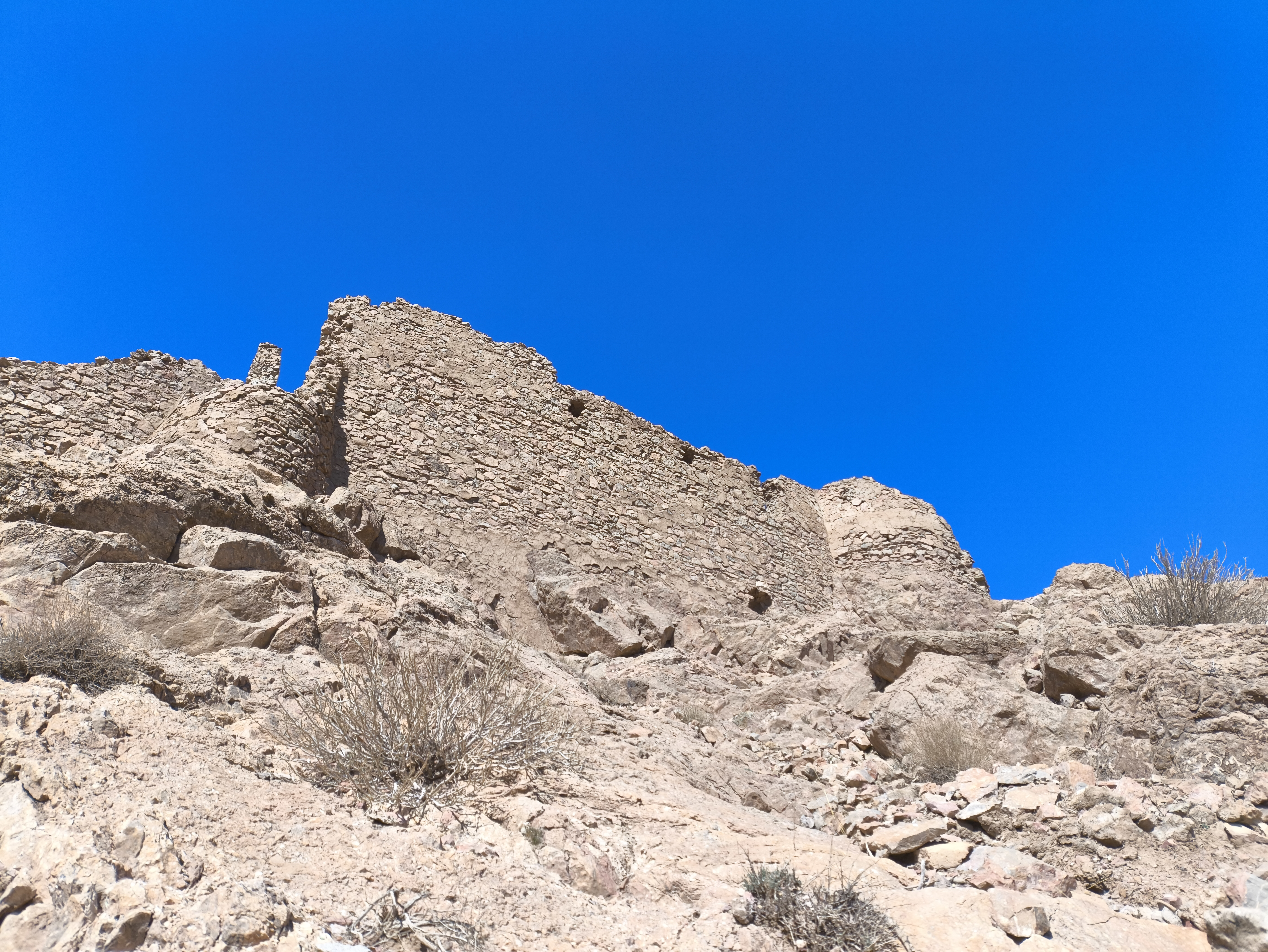
نمایی از قلعه دختر
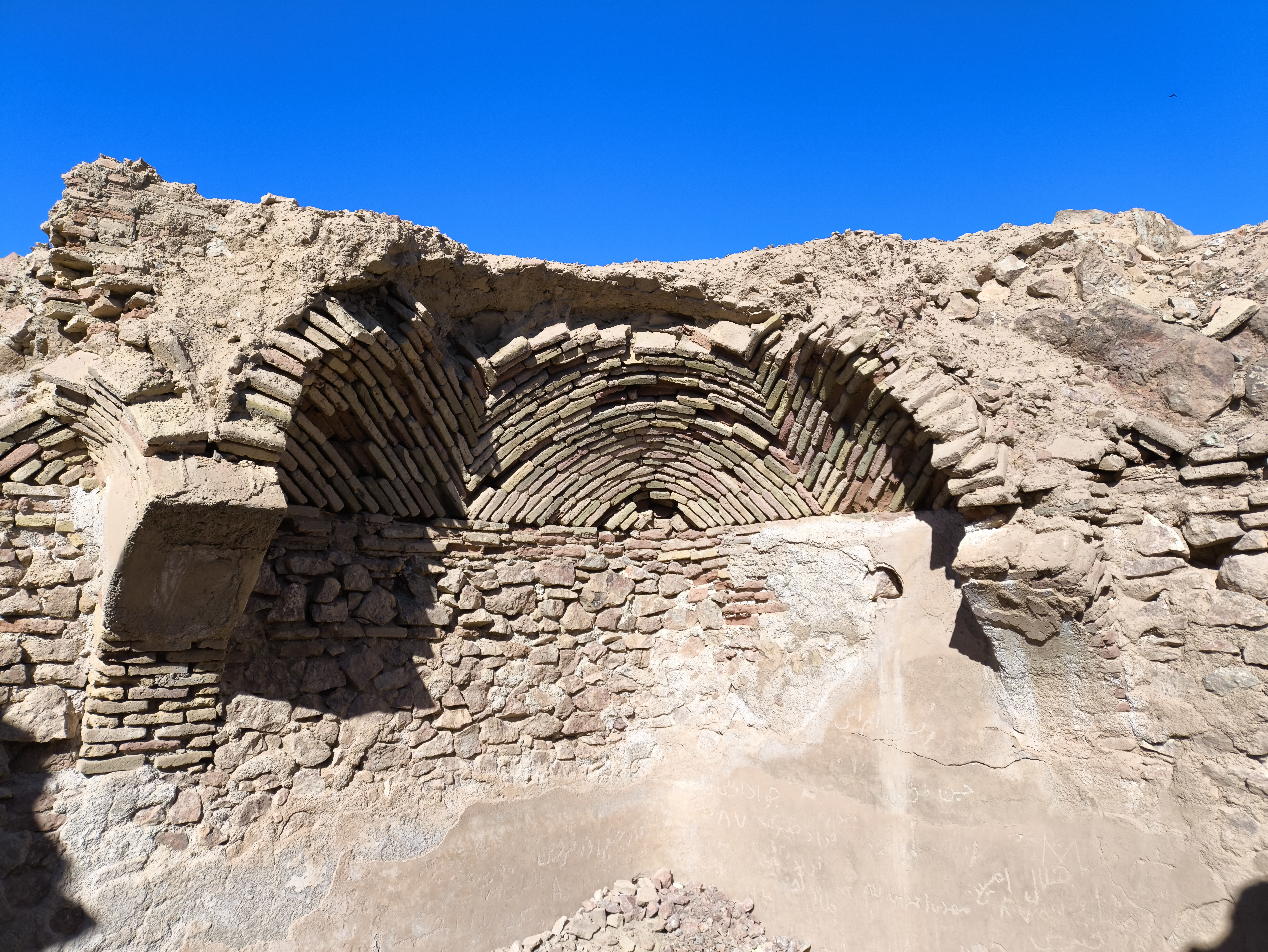
نمایی از قلعه دختر
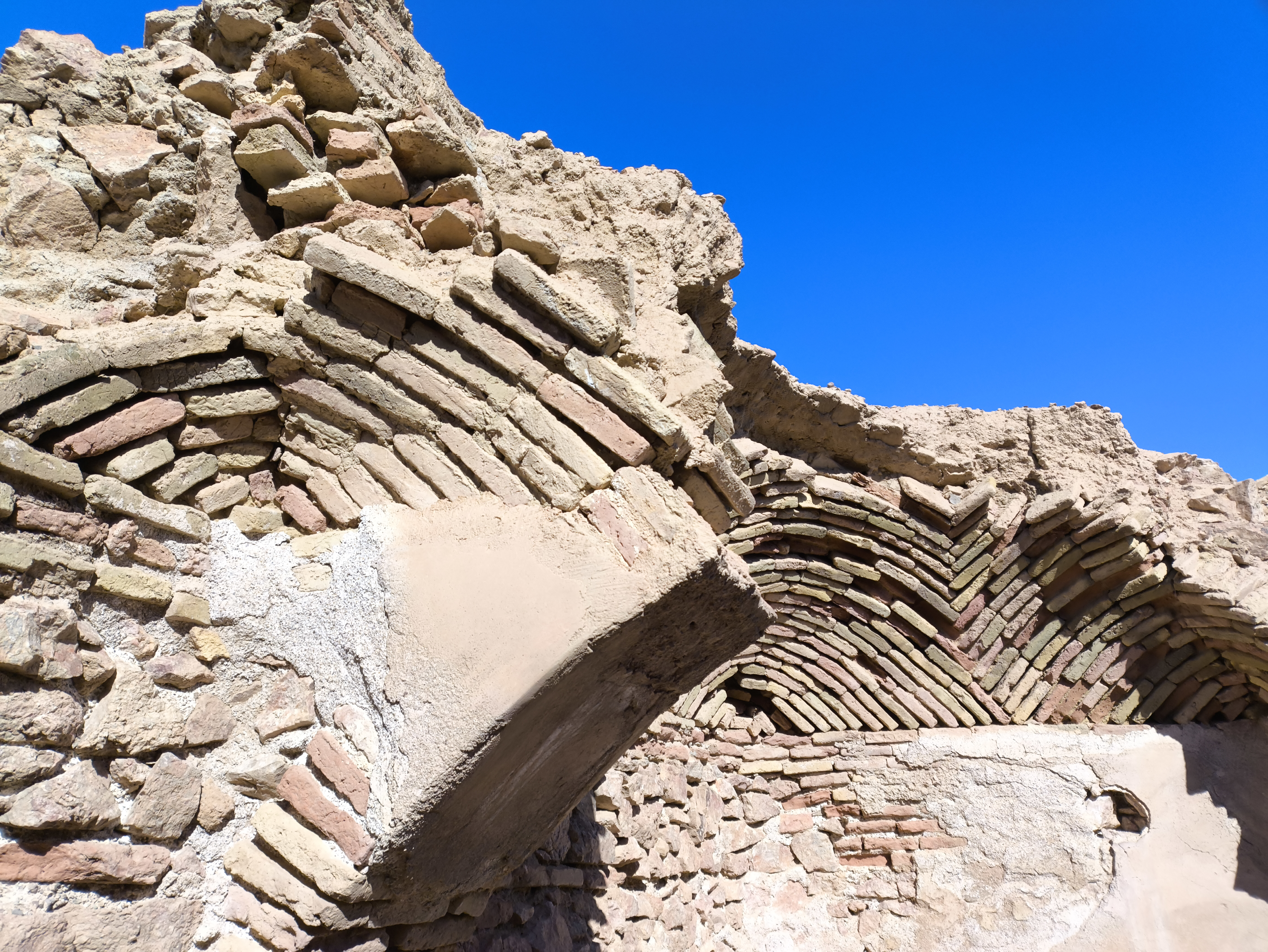
نمایی از قلعه دختر
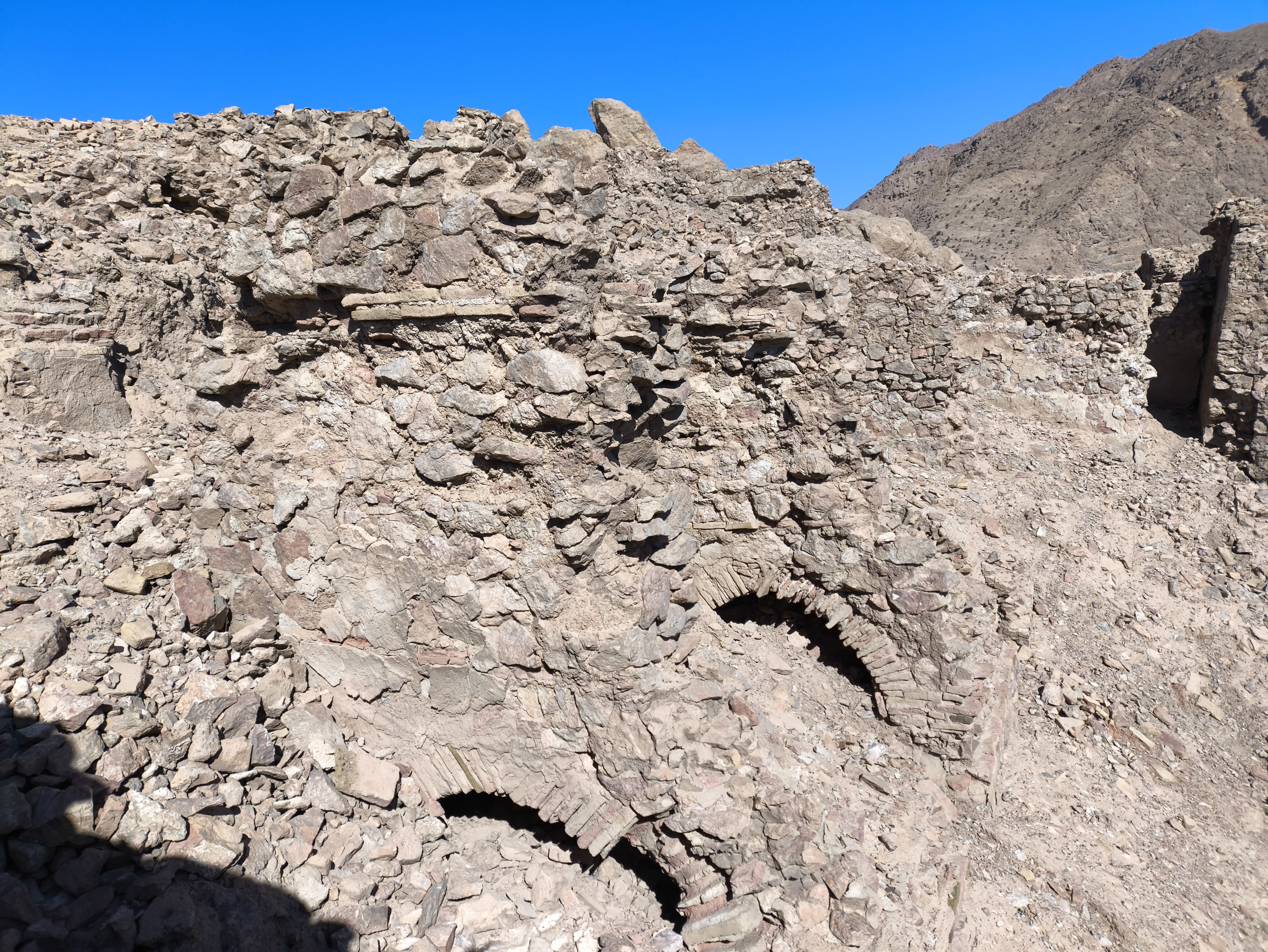
نمایی از قلعه دختر
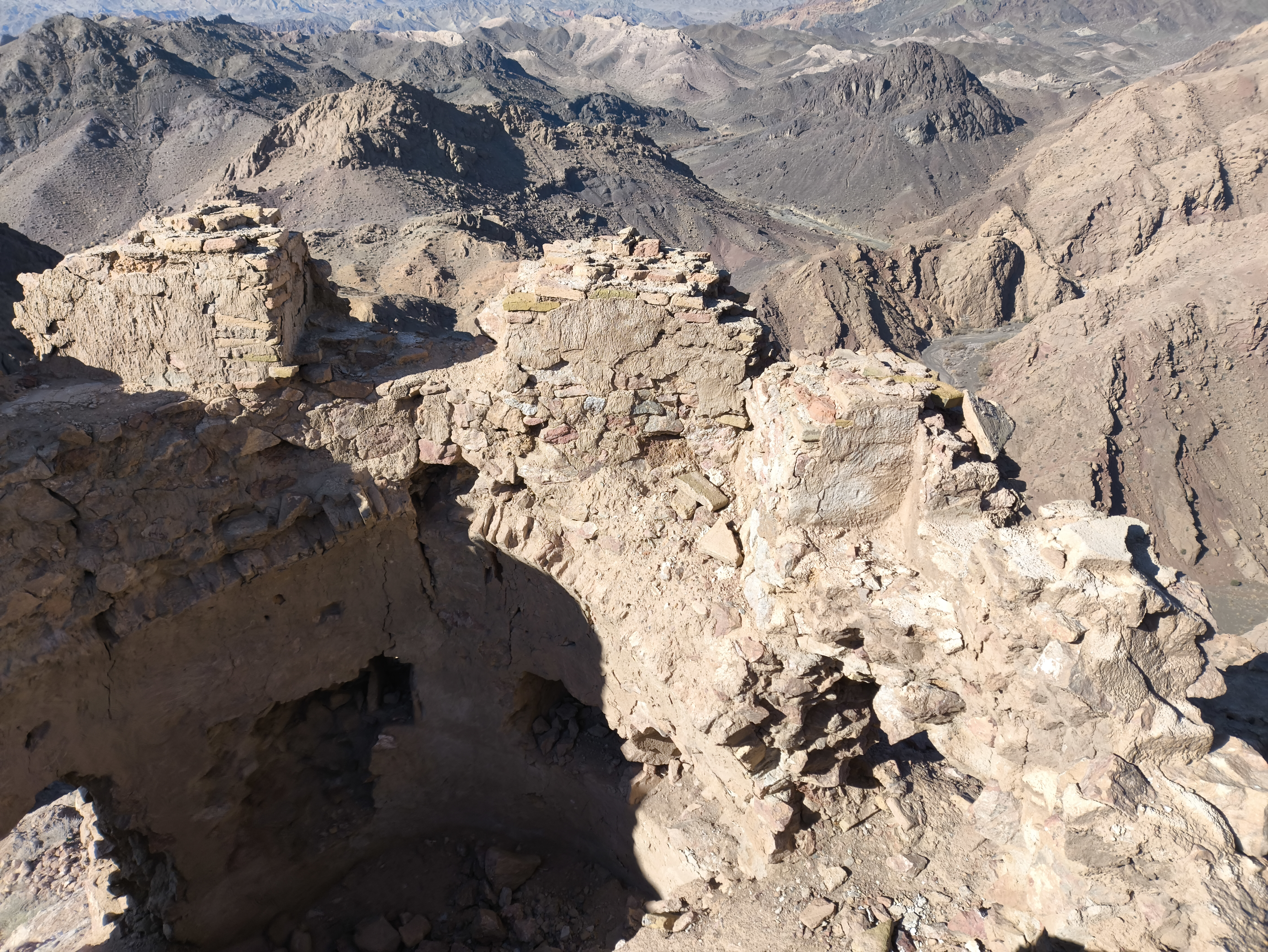
نمایی از قلعه دختر